# Nadzież
Nadzież – wieś w Polsce położona w województwie wielkopolskim, w powiecie kaliskim, w gminie Lisków.
| SIMC    | Nazwa    | Rodzaj    |
| ------- | -------- | --------- |
| 0202608 | Rakowiec | część wsi |

W latach 1975–1998 miejscowość administracyjnie należała do województwa kaliskiego.